# Manuel Hermínio Monteiro
Manuel Hermínio da Silva Monteiro ComIH (Vila Real, 10 de Setembro de 1952 - Lisboa, 3 de Junho de 2001) foi um empresário português, editor da Assírio & Alvim.

## Biografia
Os seus primeiros estudos foram divididos entre Arouca, Mogofores e Porto, até que ao 8.º ano mudou-se para Lisboa, licenciando-se em História pela na Faculdade de Letras, após uma curta passagem por Direito na Faculdade de Direito da Universidade de Lisboa.
Em 1975 ingressou na Assírio & Alvim como vendedor e, em pouco, os seus percursos se tornam intimamente comuns. Quando do seu ingresso na editora, esta, com dois anos de existência encontrava-se numa grave crise, encontrando-se quase na falência. Em 1983, Hermínio Monteiro assumiu a direcção da editora e conseguiu não só salvá-la da falência, como tornar a quase falida editora num dos maiores casos de sucesso editorial em Portugal. Apostando sobretudo em poetas lusófonos pouco conhecidos do grande público, foi granjeando uma notoriedade nos meios culturais pela excelente qualidade, que culminou em edições de obras de figuras já tão notórias como Fernando Pessoa, Mário de Sá-Carneiro, Teixeira de Pascoaes, Herberto Helder e Mário Cesariny entre vários outros.
A 9 de junho de 1993, foi agraciado com o grau de Comendador da Ordem do Infante D. Henrique.
Contudo, o seu percurso não se deu somente ligado a edição. Foi também impulsionador de outras formas de divulgação de cultura, como um espaço/galeria de arte, pelo qual passaram vários artistas plásticos, pintores, escultores e fotógrafos; dinamizou as livrarias nos cinemas King, de Lisboa, em 1995, e no Porto, em 1998, organizando lançamentos de livros, encontros, debates e espectáculos musicais; lançou em 1986 a revista mensal “A Phala”, concebida para veicular o espírito muito próprio da editora; criou a “Assírio Líquida”, o primeiro bar-livraria no Bairro Alto.
Morreu vítima de cancro.